# Eleições legislativas portuguesas de 2011 no distrito de Coimbra
| Eleições legislativas portuguesas de 2011 Distritos: Aveiro \| Beja \| Braga \| Bragança \| Castelo Branco \| Coimbra \| Évora \| Faro \| Guarda \| Leiria \| Lisboa \| Portalegre \| Porto \| Santarém \| Setúbal \| Viana do Castelo \| Vila Real \| Viseu \| Açores \| Madeira \| Estrangeiro |

## Resultados por Concelho
Os resultados nos concelhos do Distrito de Coimbra foram os seguintes:

### Arganil
| Partido                 | Partido                        | Votos  | %               | +/-  |
| ----------------------- | ------------------------------ | ------ | --------------- | ---- |
|                         | Partido Social Democrata       | 3 293  | 47,97 / 100,00  | 7,22 |
|                         | Partido Socialista             | 2 087  | 30,40 / 100,00  | 8,01 |
|                         | CDS – Partido Popular          | 471    | 6,86 / 100,00   | 0,29 |
|                         | Coligação Democrática Unitária | 220    | 3,20 / 100,00   | 0,32 |
|                         | Bloco de Esquerda              | 190    | 2,77 / 100,00   | 2,62 |
|                         | Outros                         | 288    | 4,20 / 100,00   |      |
| Votos Inválidos         | Votos Inválidos                | 316    | 4,61 / 100,00   | 1,52 |
| Total                   | Total                          | 6 865  | 100,00 / 100,00 |      |
| Eleitorado/Participação | Eleitorado/Participação        | 11 528 | 59,55 / 100,00  | 3,00 |

| Freguesia               | %     | %     | %    | %    | %    | Votantes |
| Freguesia               | PSD   | PS    | CDS  | CDU  | BE   | Votantes |
| ----------------------- | ----- | ----- | ---- | ---- | ---- | -------- |
| Anceriz                 | 57,66 | 20,72 | 8,11 | 6,31 | 0,90 | 111      |
| Arganil                 | 46,45 | 28,50 | 7,60 | 3,55 | 4,20 | 2 000    |
| Barril de Alva          | 51,98 | 32,20 | 2,26 | 4,52 | 3,95 | 177      |
| Benfeita                | 61,05 | 27,34 | 3,00 | 1,12 | 1,12 | 267      |
| Celavisa                | 40,77 | 36,15 | 6,15 | 6,15 | 0,77 | 130      |
| Cepos                   | 45,65 | 22,83 | 4,35 | 8,70 | 1,09 | 92       |
| Cerdeira                | 49,28 | 31,88 | 4,35 | 3,86 | 1,93 | 207      |
| Coja                    | 36,13 | 42,38 | 7,91 | 3,54 | 3,07 | 847      |
| Folques                 | 33,17 | 47,74 | 3,02 | 3,02 | 2,51 | 199      |
| Moura da Serra          | 49,46 | 30,11 | 5,38 | 2,15 | 2,15 | 93       |
| Piódão                  | 50,86 | 33,62 | 6,03 | 1,72 | 0    | 116      |
| Pomares                 | 46,96 | 33,45 | 6,42 | 4,39 | 0,68 | 296      |
| Pombeiro da Beira       | 53,47 | 22,45 | 8,03 | 3,10 | 1,64 | 548      |
| São Martinho da Cortiça | 59,37 | 20,45 | 8,78 | 0,66 | 2,75 | 763      |
| Sarzedo                 | 61,86 | 16,14 | 7,82 | 1,71 | 2,69 | 409      |
| Secarias                | 29,25 | 53,75 | 4,35 | 5,53 | 1,98 | 253      |
| Teixeira                | 42,31 | 43,59 | 3,85 | 2,56 | 3,85 | 78       |
| Vila Cova de Alva       | 45,16 | 34,05 | 5,73 | 3,23 | 1,79 | 279      |
| Arganil                 | 47,97 | 30,40 | 6,86 | 3,20 | 2,77 | 6 865    |

### Cantanhede
| Partido                 | Partido                        | Votos  | %               | +/-   |
| ----------------------- | ------------------------------ | ------ | --------------- | ----- |
|                         | Partido Social Democrata       | 10 212 | 52,34 / 100,00  | 10,00 |
|                         | Partido Socialista             | 4 300  | 22,04 / 100,00  | 8,72  |
|                         | CDS – Partido Popular          | 1 970  | 10,10 / 100,00  | 0,40  |
|                         | Bloco de Esquerda              | 786    | 4,03 / 100,00   | 3,94  |
|                         | Coligação Democrática Unitária | 601    | 3,08 / 100,00   | 0,51  |
|                         | Outros                         | 659    | 3,38 / 100,00   |       |
| Votos Inválidos         | Votos Inválidos                | 983    | 5,04 / 100,00   | 1,40  |
| Total                   | Total                          | 19 511 | 100,00 / 100,00 |       |
| Eleitorado/Participação | Eleitorado/Participação        | 36 453 | 53,52 / 100,00  | 2,64  |

| Freguesia          | %     | %     | %     | %    | %     | Votantes |
| Freguesia          | PSD   | PS    | CDS   | BE   | CDU   | Votantes |
| ------------------ | ----- | ----- | ----- | ---- | ----- | -------- |
| Ançã               | 33,20 | 32,95 | 7,56  | 6,90 | 10,68 | 1 217    |
| Bolho              | 49,07 | 29,81 | 8,49  | 2,69 | 1,66  | 483      |
| Cadima             | 56,72 | 20,14 | 10,01 | 3,25 | 2,17  | 1 569    |
| Camarneira         | 64,64 | 18,41 | 6,07  | 2,51 | 1,46  | 478      |
| Cantanhede         | 47,23 | 23,20 | 10,43 | 6,28 | 3,72  | 3 741    |
| Cordinhã           | 48,58 | 26,33 | 8,54  | 4,80 | 2,14  | 562      |
| Corticeiro de Cima | 66,45 | 12,94 | 8,99  | 0,66 | 1,97  | 456      |
| Covões             | 71,59 | 10,43 | 9,87  | 1,77 | 0,64  | 1 246    |
| Febres             | 62,67 | 15,90 | 10,01 | 1,88 | 1,56  | 1 918    |
| Murtede            | 46,50 | 32,23 | 7,27  | 4,49 | 3,43  | 757      |
| Ourentã            | 50,70 | 22,61 | 8,99  | 2,25 | 2,81  | 712      |
| Outil              | 36,15 | 31,29 | 9,89  | 4,86 | 5,76  | 556      |
| Pocariça           | 45,47 | 27,03 | 7,50  | 6,25 | 4,53  | 640      |
| Portunhos          | 41,09 | 30,04 | 9,11  | 6,59 | 3,29  | 516      |
| Sanguinheira       | 55,28 | 16,63 | 14,04 | 2,19 | 2,09  | 1 004    |
| São Caetano        | 65,23 | 14,34 | 10,57 | 2,33 | 1,97  | 558      |
| Sepins             | 50,00 | 24,20 | 8,12  | 4,62 | 2,23  | 628      |
| Tocha              | 50,43 | 22,91 | 14,06 | 3,70 | 2,40  | 1 999    |
| Vilamar            | 58,81 | 16,35 | 11,89 | 2,97 | 1,27  | 471      |
| Cantanhede         | 52,34 | 22,04 | 10,10 | 4,03 | 3,08  | 19 511   |

### Coimbra
| Partido                 | Partido                               | Votos   | %               | +/-  |
| ----------------------- | ------------------------------------- | ------- | --------------- | ---- |
|                         | Partido Social Democrata              | 28 351  | 35,99 / 100,00  | 8,66 |
|                         | Partido Socialista                    | 22 538  | 28,61 / 100,00  | 7,21 |
|                         | CDS – Partido Popular                 | 8 680   | 11,02 / 100,00  | 2,29 |
|                         | Coligação Democrática Unitária        | 6 641   | 8,43 / 100,00   | 0,07 |
|                         | Bloco de Esquerda                     | 6 016   | 7,64 / 100,00   | 5,96 |
|                         | Partido pelos Animais e pela Natureza | 912     | 1,16 / 100,00   | Novo |
|                         | Outros                                | 1 993   | 2,53 / 100,00   |      |
| Votos Inválidos         | Votos Inválidos                       | 3 635   | 4,61 / 100,00   | 1,29 |
| Total                   | Total                                 | 78 766  | 100,00 / 100,00 |      |
| Eleitorado/Participação | Eleitorado/Participação               | 128 433 | 61,33 / 100,00  | 1,39 |

| Freguesia                 | %     | %     | %     | %     | %     | %    | Votantes |
| Freguesia                 | PSD   | PS    | CDS   | CDU   | BE    | PAN  | Votantes |
| ------------------------- | ----- | ----- | ----- | ----- | ----- | ---- | -------- |
| Almalaguês                | 33,37 | 32,38 | 8,81  | 8,52  | 7,64  | 1,11 | 1 714    |
| Ameal                     | 21,94 | 41,16 | 6,19  | 12,39 | 8,52  | 1,29 | 775      |
| Antanhol                  | 33,49 | 30,72 | 11,83 | 7,37  | 8,37  | 1,23 | 1 302    |
| Antuzede                  | 25,46 | 42,64 | 7,75  | 8,99  | 5,81  | 0,88 | 1 135    |
| Arzila                    | 18,40 | 46,81 | 9,84  | 12,20 | 4,74  | 0,55 | 549      |
| Assafarge                 | 36,24 | 27,91 | 8,98  | 8,46  | 7,55  | 1,89 | 1 537    |
| Botão                     | 29,06 | 46,65 | 5,79  | 6,58  | 3,06  | 0,91 | 881      |
| Brasfemes                 | 28,56 | 35,90 | 7,90  | 9,37  | 7,44  | 1,29 | 1 089    |
| Castelo Viegas            | 31,12 | 30,55 | 7,33  | 11,61 | 6,99  | 1,47 | 887      |
| Ceira                     | 34,51 | 31,81 | 9,65  | 7,89  | 6,23  | 1,14 | 1 927    |
| Cernache                  | 31,46 | 31,37 | 11,27 | 9,02  | 8,03  | 1,03 | 2 228    |
| Coimbra - Almedina        | 40,80 | 24,59 | 9,43  | 11,93 | 6,19  | 1,03 | 679      |
| Coimbra - Santa Cruz      | 34,94 | 28,18 | 11,13 | 9,34  | 7,97  | 1,41 | 3 414    |
| Coimbra - São Bartolomeu  | 34,62 | 31,44 | 8,88  | 6,38  | 10,25 | 1,14 | 439      |
| Coimbra - Sé Nova         | 44,76 | 18,01 | 15,28 | 7,26  | 7,77  | 0,93 | 4 104    |
| Eiras                     | 33,48 | 28,51 | 10,71 | 9,83  | 9,10  | 1,63 | 6 132    |
| Lamarosa                  | 37,37 | 29,83 | 9,13  | 8,39  | 6,16  | 0,74 | 942      |
| Ribeira de Frades         | 29,76 | 41,19 | 8,30  | 8,30  | 5,36  | 0,61 | 988      |
| Santa Clara               | 38,31 | 26,56 | 11,41 | 8,03  | 7,71  | 1,33 | 5 652    |
| Santo António dos Olivais | 41,15 | 22,92 | 13,19 | 7,25  | 8,12  | 1,03 | 22 699   |
| São João do Campo         | 21,77 | 43,35 | 8,94  | 14,73 | 4,75  | 0,29 | 1 052    |
| São Martinho de Árvore    | 28,97 | 32,29 | 10,89 | 6,64  | 7,38  | 1,29 | 542      |
| São Martinho do Bispo     | 35,30 | 29,14 | 10,24 | 8,27  | 8,17  | 1,32 | 7 434    |
| São Paulo de Frades       | 31,12 | 33,36 | 10,22 | 7,98  | 6,77  | 1,06 | 2 731    |
| São Silvestre             | 27,43 | 35,14 | 8,49  | 12,41 | 8,16  | 1,05 | 1 531    |
| Souselas                  | 35,04 | 33,86 | 6,75  | 9,86  | 5,87  | 1,12 | 1 704    |
| Taveiro                   | 30,44 | 36,55 | 10,31 | 7,25  | 6,68  | 1,24 | 1 048    |
| Torre de Vilela           | 37,19 | 34,34 | 7,71  | 8,88  | 6,20  | 1,34 | 597      |
| Torres do Mondego         | 32,10 | 35,88 | 6,11  | 10,62 | 5,79  | 0,56 | 1 243    |
| Trouxemil                 | 27,48 | 38,68 | 9,98  | 9,69  | 7,09  | 1,30 | 1 383    |
| Vil de Matos              | 36,68 | 39,95 | 6,31  | 4,91  | 5,37  | 1,64 | 428      |
| Coimbra                   | 35,99 | 28,61 | 11,02 | 8,43  | 7,64  | 1,16 | 78 766   |

### Condeixa-a-Nova
| Partido                 | Partido                               | Votos  | %               | +/-   |
| ----------------------- | ------------------------------------- | ------ | --------------- | ----- |
|                         | Partido Social Democrata              | 2 671  | 34,47 / 100,00  | 10,12 |
|                         | Partido Socialista                    | 2 472  | 31,90 / 100,00  | 9,36  |
|                         | CDS – Partido Popular                 | 679    | 8,76 / 100,00   | 1,45  |
|                         | Coligação Democrática Unitária        | 594    | 7,67 / 100,00   | 0,78  |
|                         | Bloco de Esquerda                     | 587    | 7,58 / 100,00   | 6,60  |
|                         | Partido pelos Animais e pela Natureza | 91     | 1,17 / 100,00   | Novo  |
|                         | Outros                                | 228    | 2,94 / 100,00   |       |
| Votos Inválidos         | Votos Inválidos                       | 427    | 5,51 / 100,00   | 2,21  |
| Total                   | Total                                 | 7 749  | 100,00 / 100,00 |       |
| Eleitorado/Participação | Eleitorado/Participação               | 13 342 | 58,08 / 100,00  | 2,33  |

| Freguesia        | %     | %     | %     | %     | %     | %    | Votantes |
| Freguesia        | PSD   | PS    | CDS   | CDU   | BE    | PAN  | Votantes |
| ---------------- | ----- | ----- | ----- | ----- | ----- | ---- | -------- |
| Anobra           | 20,28 | 40,21 | 9,79  | 10,49 | 9,27  | 1,75 | 572      |
| Belide           | 29,03 | 36,41 | 8,29  | 7,83  | 6,45  | 2,30 | 217      |
| Bem da Fé        | 28,57 | 36,90 | 5,95  | 8,33  | 9,52  | 1,19 | 84       |
| Condeixa-a-Nova  | 36,70 | 28,08 | 7,64  | 10,16 | 8,07  | 1,17 | 1 624    |
| Condeixa-a-Velha | 33,83 | 28,90 | 12,42 | 6,73  | 8,26  | 1,15 | 1 827    |
| Ega              | 41,34 | 32,51 | 6,15  | 4,95  | 5,09  | 0,85 | 1 415    |
| Furadouro        | 44,44 | 35,35 | 8,08  | 3,03  | 2,02  | 2,02 | 99       |
| Sebal            | 30,04 | 33,99 | 9,18  | 9,53  | 7,47  | 1,37 | 1 165    |
| Vila Seca        | 35,60 | 35,80 | 5,06  | 5,64  | 10,31 | 0,19 | 514      |
| Zambujal         | 39,66 | 31,47 | 9,05  | 3,88  | 6,90  | 1,72 | 232      |
| Condeixa-a-Nova  | 34,47 | 31,90 | 8,76  | 7,67  | 7,58  | 1,17 | 7 749    |

### Figueira da Foz
| Partido                 | Partido                               | Votos  | %               | +/-  |
| ----------------------- | ------------------------------------- | ------ | --------------- | ---- |
|                         | Partido Social Democrata              | 12 031 | 37,35 / 100,00  | 9,79 |
|                         | Partido Socialista                    | 8 905  | 27,65 / 100,00  | 9,20 |
|                         | CDS – Partido Popular                 | 3 565  | 11,07 / 100,00  | 1,51 |
|                         | Coligação Democrática Unitária        | 2 326  | 7,22 / 100,00   | 1,13 |
|                         | Bloco de Esquerda                     | 1 989  | 6,18 / 100,00   | 6,43 |
|                         | Partido pelos Animais e pela Natureza | 564    | 1,75 / 100,00   | Novo |
|                         | PCTP/MRPP                             | 400    | 1,24 / 100,00   | 0,16 |
|                         | Outros                                | 632    | 1,96 / 100,00   |      |
| Votos Inválidos         | Votos Inválidos                       | 1 796  | 5,58 / 100,00   | 1,56 |
| Total                   | Total                                 | 32 208 | 100,00 / 100,00 |      |
| Eleitorado/Participação | Eleitorado/Participação               | 58 984 | 54,60 / 100,00  | 2,41 |

| Freguesia                     | %     | %     | %     | %     | %    | %    | %    | Votantes |
| Freguesia                     | PSD   | PS    | CDS   | CDU   | BE   | PAN  | PCTP | Votantes |
| ----------------------------- | ----- | ----- | ----- | ----- | ---- | ---- | ---- | -------- |
| Alhadas                       | 28,25 | 35,56 | 8,46  | 8,88  | 7,05 | 1,62 | 1,72 | 1 915    |
| Alqueidão                     | 38,47 | 26,56 | 11,26 | 4,70  | 5,57 | 1,53 | 1,53 | 915      |
| Bom Sucesso                   | 41,08 | 28,56 | 11,12 | 3,51  | 4,61 | 1,10 | 1,20 | 998      |
| Borda do Campo                | 47,78 | 23,33 | 10,00 | 2,59  | 4,81 | 0,74 | 0,74 | 540      |
| Brenha                        | 37,72 | 24,56 | 11,99 | 7,35  | 6,00 | 2,71 | 1,16 | 517      |
| Buarcos                       | 36,71 | 28,73 | 12,29 | 6,44  | 6,69 | 1,94 | 0,83 | 4 320    |
| Ferreira-a-Nova               | 40,94 | 30,70 | 13,93 | 3,33  | 1,85 | 1,48 | 0,74 | 811      |
| Lavos                         | 38,31 | 25,31 | 9,94  | 6,97  | 5,14 | 2,13 | 1,68 | 2 023    |
| Maiorca                       | 28,49 | 37,18 | 8,90  | 10,91 | 5,35 | 0,83 | 2,08 | 1 439    |
| Marinha das Ondas             | 39,18 | 31,90 | 7,98  | 4,58  | 5,13 | 1,73 | 0,90 | 1 442    |
| Moinhos da Gândara            | 42,63 | 27,08 | 10,10 | 2,24  | 3,85 | 1,44 | 1,12 | 624      |
| Paião                         | 45,38 | 22,77 | 12,72 | 3,40  | 5,27 | 1,30 | 0,49 | 1 234    |
| Quiaios                       | 35,04 | 32,81 | 8,64  | 4,65  | 5,70 | 1,83 | 1,05 | 1 527    |
| Santana                       | 47,43 | 30,80 | 4,25  | 2,48  | 4,78 | 1,42 | 0,71 | 565      |
| São Julião da Figueira da Foz | 41,05 | 23,25 | 12,69 | 8,00  | 6,17 | 1,84 | 1,13 | 5 863    |
| São Pedro                     | 33,91 | 30,10 | 8,29  | 7,62  | 8,51 | 1,34 | 2,09 | 1 339    |
| Tavarede                      | 37,60 | 23,22 | 12,92 | 8,43  | 7,85 | 2,23 | 1,36 | 4 699    |
| Vila Verde                    | 24,36 | 32,29 | 10,23 | 17,33 | 6,47 | 1,53 | 1,46 | 1 437    |
| Figueira da Foz               | 37,35 | 27,65 | 11,07 | 7,22  | 6,18 | 1,75 | 1,24 | 32 208   |

### Góis
| Partido                 | Partido                        | Votos | %               | +/-  |
| ----------------------- | ------------------------------ | ----- | --------------- | ---- |
|                         | Partido Social Democrata       | 1 034 | 43,37 / 100,00  | 7,86 |
|                         | Partido Socialista             | 872   | 36,58 / 100,00  | 7,23 |
|                         | CDS – Partido Popular          | 145   | 6,08 / 100,00   | 1,01 |
|                         | Bloco de Esquerda              | 73    | 3,06 / 100,00   | 4,28 |
|                         | Coligação Democrática Unitária | 57    | 2,39 / 100,00   | 0,12 |
|                         | Outros                         | 82    | 3,45 / 100,00   |      |
| Votos Inválidos         | Votos Inválidos                | 121   | 5,07 / 100,00   | 1,27 |
| Total                   | Total                          | 2 384 | 100,00 / 100,00 |      |
| Eleitorado/Participação | Eleitorado/Participação        | 4 011 | 59,44 / 100,00  | 2,75 |

| Freguesia          | %     | %     | %    | %    | %    | Votantes |
| Freguesia          | PSD   | PS    | CDS  | BE   | CDU  | Votantes |
| ------------------ | ----- | ----- | ---- | ---- | ---- | -------- |
| Alvares            | 51,07 | 32,69 | 6,62 | 1,07 | 1,71 | 468      |
| Cadafaz            | 47,41 | 31,85 | 5,93 | 3,70 | 2,96 | 135      |
| Colmeal            | 36,26 | 48,35 | 4,40 | 3,30 | 0    | 91       |
| Góis               | 40,75 | 38,21 | 5,96 | 3,51 | 2,54 | 1 141    |
| Vila Nova do Ceira | 42,44 | 35,70 | 6,19 | 3,64 | 2,91 | 549      |
| Góis               | 43,37 | 36,58 | 6,08 | 3,06 | 2,39 | 2 384    |

### Lousã
| Partido                 | Partido                               | Votos  | %               | +/-   |
| ----------------------- | ------------------------------------- | ------ | --------------- | ----- |
|                         | Partido Social Democrata              | 3 228  | 36,95 / 100,00  | 11,22 |
|                         | Partido Socialista                    | 2 982  | 34,13 / 100,00  | 9,38  |
|                         | CDS – Partido Popular                 | 801    | 9,17 / 100,00   | 1,23  |
|                         | Bloco de Esquerda                     | 513    | 5,87 / 100,00   | 5,83  |
|                         | Coligação Democrática Unitária        | 384    | 4,40 / 100,00   | 0,38  |
|                         | Partido pelos Animais e pela Natureza | 122    | 1,40 / 100,00   | Novo  |
|                         | Outros                                | 222    | 2,54 / 100,00   |       |
| Votos Inválidos         | Votos Inválidos                       | 484    | 5,54 / 100,00   | 1,01  |
| Total                   | Total                                 | 8 736  | 100,00 / 100,00 |       |
| Eleitorado/Participação | Eleitorado/Participação               | 14 902 | 58,62 / 100,00  | 3,70  |

| Freguesia      | %     | %     | %     | %    | %    | %    | Votantes |
| Freguesia      | PSD   | PS    | CDS   | BE   | CDU  | PAN  | Votantes |
| -------------- | ----- | ----- | ----- | ---- | ---- | ---- | -------- |
| Casal de Ermio | 38,01 | 33,94 | 7,24  | 6,79 | 5,43 | 1,81 | 221      |
| Foz de Arouce  | 45,84 | 23,29 | 9,98  | 6,47 | 3,51 | 1,48 | 541      |
| Gândaras       | 35,44 | 43,89 | 5,88  | 3,22 | 2,56 | 0,75 | 663      |
| Lousã          | 34,40 | 35,46 | 8,99  | 6,59 | 4,85 | 1,41 | 5 175    |
| Serpins        | 40,26 | 33,26 | 9,69  | 4,95 | 3,88 | 1,29 | 929      |
| Vilarinho      | 42,00 | 28,67 | 11,35 | 4,47 | 4,06 | 1,66 | 1 207    |
| Lousã          | 36,95 | 34,13 | 9,17  | 5,87 | 4,40 | 1,40 | 8 736    |

### Mira
| Partido                 | Partido                        | Votos  | %               | +/-   |
| ----------------------- | ------------------------------ | ------ | --------------- | ----- |
|                         | Partido Social Democrata       | 3 423  | 50,24 / 100,00  | 13,82 |
|                         | Partido Socialista             | 1 847  | 27,11 / 100,00  | 11,82 |
|                         | CDS – Partido Popular          | 622    | 9,13 / 100,00   | 0,32  |
|                         | Bloco de Esquerda              | 253    | 3,71 / 100,00   | 4,21  |
|                         | Coligação Democrática Unitária | 160    | 2,35 / 100,00   | 0,60  |
|                         | Outros                         | 203    | 2,98 / 100,00   |       |
| Votos Inválidos         | Votos Inválidos                | 305    | 4,47 / 100,00   | 0,98  |
| Total                   | Total                          | 6 813  | 100,00 / 100,00 |       |
| Eleitorado/Participação | Eleitorado/Participação        | 13 178 | 51,70 / 100,00  | 5,21  |

| Freguesia     | %     | %     | %     | %    | %    | Votantes |
| Freguesia     | PSD   | PS    | CDS   | BE   | CDU  | Votantes |
| ------------- | ----- | ----- | ----- | ---- | ---- | -------- |
| Carapelhos    | 67,30 | 14,08 | 7,16  | 1,67 | 1,91 | 419      |
| Mira          | 49,49 | 27,75 | 9,25  | 3,60 | 2,14 | 4 108    |
| Praia de Mira | 38,03 | 37,69 | 8,09  | 5,12 | 3,64 | 1 483    |
| Seixo         | 67,75 | 11,08 | 11,46 | 2,74 | 1,25 | 803      |
| Mira          | 50,24 | 27,11 | 9,13  | 3,71 | 2,35 | 6 813    |

### Miranda do Corvo
| Partido                 | Partido                               | Votos  | %               | +/-  |
| ----------------------- | ------------------------------------- | ------ | --------------- | ---- |
|                         | Partido Social Democrata              | 2 443  | 38,96 / 100,00  | 9,07 |
|                         | Partido Socialista                    | 2 159  | 34,43 / 100,00  | 9,47 |
|                         | CDS – Partido Popular                 | 454    | 7,24 / 100,00   | 0,24 |
|                         | Bloco de Esquerda                     | 352    | 5,61 / 100,00   | 4,75 |
|                         | Coligação Democrática Unitária        | 336    | 5,36 / 100,00   | 1,16 |
|                         | Partido pelos Animais e pela Natureza | 65     | 1,04 / 100,00   | Novo |
|                         | Outros                                | 149    | 2,37 / 100,00   |      |
| Votos Inválidos         | Votos Inválidos                       | 312    | 4,98 / 100,00   | 1,16 |
| Total                   | Total                                 | 6 270  | 100,00 / 100,00 |      |
| Eleitorado/Participação | Eleitorado/Participação               | 11 254 | 55,71 / 100,00  | 5,16 |

| Freguesia        | %     | %     | %    | %    | %    | %    | Votantes |
| Freguesia        | PSD   | PS    | CDS  | BE   | CDU  | PAN  | Votantes |
| ---------------- | ----- | ----- | ---- | ---- | ---- | ---- | -------- |
| Lamas            | 36,22 | 41,45 | 5,63 | 4,43 | 4,02 | 0,80 | 497      |
| Miranda do Corvo | 37,18 | 35,09 | 7,27 | 6,59 | 6,76 | 1,06 | 3 386    |
| Rio Vide         | 44,25 | 29,87 | 7,08 | 3,54 | 3,76 | 1,33 | 452      |
| Semide           | 42,00 | 30,49 | 8,08 | 5,18 | 3,66 | 1,22 | 1 312    |
| Vila Nova        | 40,61 | 36,92 | 6,74 | 3,69 | 3,53 | 0,48 | 623      |
| Miranda do Corvo | 38,96 | 34,43 | 7,24 | 5,61 | 5,36 | 1,04 | 6 270    |

### Montemor-o-Velho
| Partido                 | Partido                               | Votos  | %               | +/-  |
| ----------------------- | ------------------------------------- | ------ | --------------- | ---- |
|                         | Partido Social Democrata              | 4 235  | 34,29 / 100,00  | 8,64 |
|                         | Partido Socialista                    | 4 120  | 33,36 / 100,00  | 7,89 |
|                         | CDS – Partido Popular                 | 1 374  | 11,13 / 100,00  | 1,03 |
|                         | Coligação Democrática Unitária        | 798    | 6,46 / 100,00   | 0,27 |
|                         | Bloco de Esquerda                     | 674    | 5,46 / 100,00   | 4,78 |
|                         | PCTP/MRPP                             | 149    | 1,21 / 100,00   | 0,15 |
|                         | Partido pelos Animais e pela Natureza | 128    | 1,04 / 100,00   | Novo |
|                         | Outros                                | 243    | 1,97 / 100,00   |      |
| Votos Inválidos         | Votos Inválidos                       | 629    | 5,09 / 100,00   | 1,54 |
| Total                   | Total                                 | 12 350 | 100,00 / 100,00 |      |
| Eleitorado/Participação | Eleitorado/Participação               | 22 874 | 53,99 / 100,00  | 4,33 |

| Freguesia          | %     | %     | %     | %     | %    | %    | %    | Votantes |
| Freguesia          | PSD   | PS    | CDS   | CDU   | BE   | PCTP | PAN  | Votantes |
| ------------------ | ----- | ----- | ----- | ----- | ---- | ---- | ---- | -------- |
| Abrunheira         | 25,13 | 35,34 | 10,47 | 12,57 | 4,71 | 2,88 | 1,31 | 382      |
| Arazede            | 41,93 | 26,99 | 13,59 | 3,63  | 4,12 | 1,09 | 1,05 | 2 671    |
| Carapinheira       | 34,13 | 32,93 | 13,46 | 6,65  | 5,13 | 1,44 | 0,64 | 1 248    |
| Ereira             | 20,41 | 52,71 | 8,79  | 5,43  | 3,88 | 0,78 | 1,03 | 387      |
| Gatões             | 40,35 | 31,58 | 15,44 | 2,46  | 4,56 | 0,35 | 1,40 | 285      |
| Liceia             | 33,39 | 35,71 | 9,63  | 6,15  | 3,16 | 0,50 | 1,33 | 602      |
| Meãs do Campo      | 39,08 | 32,21 | 9,99  | 6,74  | 3,87 | 0,87 | 0,75 | 801      |
| Montemor-o-Velho   | 33,33 | 29,44 | 10,53 | 8,51  | 8,37 | 1,23 | 1,52 | 1 386    |
| Pereira            | 27,52 | 35,56 | 11,38 | 7,43  | 8,79 | 1,36 | 0,68 | 1 468    |
| Santo Varão        | 26,92 | 38,88 | 7,08  | 11,76 | 6,88 | 1,60 | 1,20 | 1 003    |
| Seixo de Gatões    | 37,20 | 27,90 | 12,65 | 5,49  | 5,49 | 0,61 | 1,68 | 656      |
| Tentúgal           | 35,23 | 40,38 | 7,89  | 3,15  | 4,00 | 1,37 | 0,95 | 951      |
| Verride            | 33,43 | 37,21 | 8,14  | 10,17 | 3,49 | 1,16 | 0,58 | 344      |
| Vila Nova da Barca | 33,13 | 42,77 | 10,24 | 3,01  | 2,41 | 1,81 | 0    | 166      |
| Montemor-o-Velho   | 34,29 | 33,36 | 11,13 | 6,46  | 5,46 | 1,21 | 1,04 | 12 350   |

### Oliveira do Hospital
| Partido                 | Partido                        | Votos  | %               | +/-   |
| ----------------------- | ------------------------------ | ------ | --------------- | ----- |
|                         | Partido Social Democrata       | 5 424  | 47,68 / 100,00  | 10,66 |
|                         | Partido Socialista             | 3 492  | 30,70 / 100,00  | 8,29  |
|                         | CDS – Partido Popular          | 972    | 8,55 / 100,00   | 1,16  |
|                         | Coligação Democrática Unitária | 333    | 2,93 / 100,00   | 0,50  |
|                         | Bloco de Esquerda              | 306    | 2,69 / 100,00   | 3,86  |
|                         | Outros                         | 321    | 2,83 / 100,00   |       |
| Votos Inválidos         | Votos Inválidos                | 527    | 4,63 / 100,00   | 1,57  |
| Total                   | Total                          | 11 375 | 100,00 / 100,00 |       |
| Eleitorado/Participação | Eleitorado/Participação        | 19 249 | 59,09 / 100,00  | 5,79  |

| Freguesia              | %     | %     | %     | %     | %    | Votantes |
| Freguesia              | PSD   | PS    | CDS   | CDU   | BE   | Votantes |
| ---------------------- | ----- | ----- | ----- | ----- | ---- | -------- |
| Aldeia das Dez         | 51,97 | 23,03 | 10,86 | 0,99  | 1,32 | 304      |
| Alvoco das Várzeas     | 29,19 | 53,11 | 6,22  | 0,96  | 2,39 | 209      |
| Avô                    | 51,96 | 32,03 | 5,56  | 0,65  | 2,94 | 306      |
| Bobadela               | 53,58 | 27,58 | 8,22  | 2,65  | 1,86 | 377      |
| Ervedal                | 35,05 | 43,12 | 6,42  | 4,22  | 2,20 | 545      |
| Lagares da Beira       | 39,97 | 45,39 | 4,74  | 1,36  | 1,63 | 738      |
| Lagos da Beira         | 49,59 | 32,11 | 7,32  | 3,25  | 2,03 | 492      |
| Lajeosa                | 32,92 | 49,38 | 5,59  | 1,24  | 1,86 | 322      |
| Lourosa                | 55,81 | 23,59 | 8,31  | 1,33  | 4,32 | 301      |
| Meruge                 | 38,34 | 32,91 | 5,75  | 12,14 | 3,51 | 313      |
| Nogueira do Cravo      | 51,88 | 26,78 | 9,54  | 1,76  | 3,21 | 1 247    |
| Oliveira do Hospital   | 49,22 | 26,92 | 10,91 | 2,78  | 3,58 | 2 485    |
| Penalva de Alva        | 49,40 | 34,70 | 4,10  | 2,56  | 1,88 | 585      |
| Santa Ovaia            | 56,87 | 22,37 | 8,36  | 2,16  | 2,43 | 371      |
| São Gião               | 53,05 | 26,16 | 7,89  | 1,79  | 2,87 | 279      |
| São Paio de Gramaços   | 45,63 | 32,44 | 8,02  | 3,57  | 3,21 | 561      |
| São Sebastião da Feira | 57,48 | 28,35 | 4,72  | 2,36  | 0    | 127      |
| Seixo da Beira         | 56,13 | 22,62 | 9,67  | 1,36  | 1,77 | 734      |
| Travanca de Lagos      | 44,18 | 32,55 | 9,61  | 2,02  | 2,53 | 593      |
| Vila Franca da Beira   | 37,24 | 20,00 | 14,48 | 15,52 | 2,07 | 290      |
| Vila Pouca da Beira    | 46,43 | 25,51 | 11,73 | 6,12  | 4,08 | 196      |
| Oliveira do Hospital   | 47,68 | 30,70 | 8,55  | 2,93  | 2,69 | 11 375   |

### Pampilhosa da Serra
| Partido                 | Partido                        | Votos | %               | +/-   |
| ----------------------- | ------------------------------ | ----- | --------------- | ----- |
|                         | Partido Social Democrata       | 1 328 | 53,87 / 100,00  | 13,27 |
|                         | Partido Socialista             | 781   | 31,68 / 100,00  | 8,88  |
|                         | CDS – Partido Popular          | 113   | 4,58 / 100,00   | 2,53  |
|                         | Coligação Democrática Unitária | 48    | 1,95 / 100,00   | 0,12  |
|                         | Bloco de Esquerda              | 46    | 1,87 / 100,00   | 2,60  |
|                         | Outros                         | 73    | 2,94 / 100,00   |       |
| Votos Inválidos         | Votos Inválidos                | 76    | 3,09 / 100,00   | 0,73  |
| Total                   | Total                          | 2 465 | 100,00 / 100,00 |       |
| Eleitorado/Participação | Eleitorado/Participação        | 4 531 | 54,40 / 100,00  | 5,39  |

| Freguesia           | %     | %     | %    | %    | %    | Votantes |
| Freguesia           | PSD   | PS    | CDS  | CDU  | BE   | Votantes |
| ------------------- | ----- | ----- | ---- | ---- | ---- | -------- |
| Cabril              | 45,45 | 39,61 | 7,14 | 1,95 | 0    | 154      |
| Dornelas do Zêzere  | 56,06 | 25,95 | 7,61 | 1,38 | 2,42 | 289      |
| Fajão               | 64,44 | 22,96 | 3,70 | 2,22 | 1,48 | 135      |
| Janeiro de Baixo    | 53,82 | 33,43 | 4,82 | 0,85 | 2,83 | 353      |
| Machio              | 63,75 | 33,75 | 0    | 1,25 | 0    | 80       |
| Pampilhosa da Serra | 50,00 | 32,73 | 4,14 | 2,35 | 2,35 | 724      |
| Pessegueiro         | 57,50 | 30,00 | 3,33 | 2,50 | 0,83 | 120      |
| Portela do Fojo     | 54,41 | 31,86 | 3,92 | 0,49 | 1,96 | 204      |
| Unhais-o-Velho      | 57,36 | 31,53 | 3,90 | 3,60 | 1,50 | 333      |
| Vidual              | 47,95 | 35,62 | 4,11 | 1,37 | 0    | 73       |
| Pampilhosa da Serra | 53,87 | 31,68 | 4,58 | 1,95 | 1,87 | 2 465    |

### Penacova
| Partido                 | Partido                        | Votos  | %               | +/-     |
| ----------------------- | ------------------------------ | ------ | --------------- | ------- |
|                         | Partido Social Democrata       | 3 756  | 45,79 / 100,00  | 10,73   |
|                         | Partido Socialista             | 2 592  | 31,60 / 100,00  | 11,09   |
|                         | CDS – Partido Popular          | 564    | 6,88 / 100,00   | Estável |
|                         | Coligação Democrática Unitária | 407    | 4,96 / 100,00   | 0,25    |
|                         | Bloco de Esquerda              | 228    | 2,78 / 100,00   | 2,29    |
|                         | Outros                         | 261    | 3,18 / 100,00   |         |
| Votos Inválidos         | Votos Inválidos                | 394    | 4,80 / 100,00   | 1,57    |
| Total                   | Total                          | 8 202  | 100,00 / 100,00 |         |
| Eleitorado/Participação | Eleitorado/Participação        | 15 208 | 53,93 / 100,00  | 3,53    |

| Freguesia           | %     | %     | %     | %     | %    | Votantes |
| Freguesia           | PSD   | PS    | CDS   | CDU   | BE   | Votantes |
| ------------------- | ----- | ----- | ----- | ----- | ---- | -------- |
| Carvalho            | 62,18 | 21,57 | 6,85  | 3,81  | 1,02 | 394      |
| Figueira de Lorvão  | 43,78 | 36,15 | 7,22  | 3,23  | 1,92 | 1 455    |
| Friúmes             | 52,73 | 26,75 | 10,13 | 1,56  | 1,30 | 385      |
| Lorvão              | 40,70 | 32,94 | 5,67  | 7,56  | 3,27 | 1 958    |
| Oliveira do Mondego | 38,19 | 30,03 | 8,75  | 13,12 | 1,75 | 343      |
| Paradela            | 52,67 | 21,33 | 8,00  | 2,67  | 6,00 | 150      |
| Penacova            | 42,87 | 35,86 | 5,39  | 4,81  | 3,13 | 1 726    |
| São Paio do Mondego | 59,76 | 20,12 | 9,76  | 1,22  | 1,83 | 164      |
| São Pedro de Alva   | 56,89 | 22,86 | 7,93  | 2,92  | 3,13 | 958      |
| Sazes do Lorvão     | 40,83 | 36,24 | 8,08  | 3,06  | 3,28 | 458      |
| Travanca do Mondego | 44,55 | 28,91 | 8,53  | 7,11  | 4,74 | 211      |
| Penacova            | 45,79 | 31,60 | 6,88  | 4,96  | 2,78 | 8 202    |

### Penela
| Partido                 | Partido                               | Votos | %               | +/-   |
| ----------------------- | ------------------------------------- | ----- | --------------- | ----- |
|                         | Partido Social Democrata              | 1 697 | 53,70 / 100,00  | 11,08 |
|                         | Partido Socialista                    | 761   | 24,08 / 100,00  | 11,39 |
|                         | CDS – Partido Popular                 | 237   | 7,50 / 100,00   | 0,69  |
|                         | Bloco de Esquerda                     | 103   | 3,26 / 100,00   | 2,23  |
|                         | Coligação Democrática Unitária        | 93    | 2,94 / 100,00   | 1,19  |
|                         | Partido pelos Animais e pela Natureza | 32    | 1,01 / 100,00   | Novo  |
|                         | Outros                                | 85    | 2,68 / 100,00   |       |
| Votos Inválidos         | Votos Inválidos                       | 152   | 4,81 / 100,00   | 0,81  |
| Total                   | Total                                 | 3 160 | 100,00 / 100,00 |       |
| Eleitorado/Participação | Eleitorado/Participação               | 5 469 | 57,78 / 100,00  | 2,39  |

| Freguesia              | %     | %     | %     | %    | %    | Votantes |
| Freguesia              | PSD   | PS    | CDS   | BE   | CDU  | Votantes |
| ---------------------- | ----- | ----- | ----- | ---- | ---- | -------- |
| Cumeeira               | 57,36 | 22,61 | 4,55  | 2,43 | 1,52 | 659      |
| Espinhal               | 50,00 | 31,34 | 7,60  | 0,69 | 2,76 | 434      |
| Penela (Santa Eufémia) | 54,40 | 23,24 | 6,41  | 4,65 | 2,64 | 796      |
| Penela (São Miguel)    | 56,83 | 19,59 | 10,04 | 3,63 | 2,66 | 827      |
| Podentes               | 47,60 | 22,14 | 11,07 | 4,06 | 7,38 | 271      |
| Rabaçal                | 40,46 | 39,88 | 5,78  | 3,47 | 4,62 | 173      |
| Penela                 | 53,70 | 24,08 | 7,50  | 3,26 | 2,94 | 3 160    |

### Soure
| Partido                 | Partido                        | Votos  | %               | +/-   |
| ----------------------- | ------------------------------ | ------ | --------------- | ----- |
|                         | Partido Socialista             | 3 630  | 34,98 / 100,00  | 10,47 |
|                         | Partido Social Democrata       | 3 508  | 33,81 / 100,00  | 11,02 |
|                         | CDS – Partido Popular          | 869    | 8,38 / 100,00   | 0,84  |
|                         | Coligação Democrática Unitária | 700    | 6,75 / 100,00   | 0,34  |
|                         | Bloco de Esquerda              | 600    | 5,78 / 100,00   | 4,82  |
|                         | Outros                         | 429    | 4,14 / 100,00   |       |
| Votos Inválidos         | Votos Inválidos                | 640    | 6,17 / 100,00   | 1,95  |
| Total                   | Total                          | 10 376 | 100,00 / 100,00 |       |
| Eleitorado/Participação | Eleitorado/Participação        | 18 752 | 55,33 / 100,00  | 2,59  |

| Freguesia          | %     | %     | %     | %     | %    | Votantes |
| Freguesia          | PS    | PSD   | CDS   | CDU   | BE   | Votantes |
| ------------------ | ----- | ----- | ----- | ----- | ---- | -------- |
| Alfarelos          | 36,73 | 22,92 | 10,86 | 12,20 | 8,04 | 746      |
| Brunhós            | 39,20 | 39,20 | 10,40 | 3,20  | 3,20 | 125      |
| Degracias          | 22,89 | 54,58 | 10,92 | 1,41  | 2,46 | 284      |
| Figueiró do Campo  | 40,82 | 21,75 | 10,41 | 12,63 | 5,85 | 555      |
| Gesteira           | 34,39 | 34,21 | 6,54  | 8,22  | 5,23 | 535      |
| Granja do Ulmeiro  | 35,15 | 25,88 | 9,26  | 10,88 | 8,56 | 993      |
| Pombalinho         | 22,62 | 60,25 | 7,61  | 0,42  | 2,11 | 473      |
| Samuel             | 38,04 | 28,07 | 7,06  | 6,60  | 5,21 | 652      |
| Soure              | 36,71 | 34,15 | 7,44  | 4,95  | 6,16 | 4 140    |
| Tapéus             | 13,30 | 56,42 | 14,68 | 1,38  | 3,21 | 218      |
| Vila Nova de Anços | 40,23 | 30,22 | 5,18  | 10,85 | 4,34 | 599      |
| Vinha da Rainha    | 28,44 | 42,46 | 9,92  | 3,04  | 4,50 | 756      |
| Soure              | 34,98 | 33,81 | 8,38  | 6,75  | 5,78 | 10 376   |

### Tábua
| Partido                 | Partido                        | Votos  | %               | +/-   |
| ----------------------- | ------------------------------ | ------ | --------------- | ----- |
|                         | Partido Social Democrata       | 2 941  | 46,92 / 100,00  | 11,98 |
|                         | Partido Socialista             | 1 833  | 29,24 / 100,00  | 13,91 |
|                         | CDS – Partido Popular          | 526    | 8,39 / 100,00   | 0,87  |
|                         | Coligação Democrática Unitária | 286    | 4,56 / 100,00   | 1,48  |
|                         | Bloco de Esquerda              | 184    | 2,94 / 100,00   | 2,59  |
|                         | PCTP/MRPP                      | 69     | 1,10 / 100,00   | 0,24  |
|                         | Outros                         | 165    | 2,64 / 100,00   |       |
| Votos Inválidos         | Votos Inválidos                | 264    | 4,21 / 100,00   | 1,10  |
| Total                   | Total                          | 6 268  | 100,00 / 100,00 |       |
| Eleitorado/Participação | Eleitorado/Participação        | 10 777 | 58,16 / 100,00  | 4,31  |

| Freguesia                | %     | %     | %     | %     | %    | %    | Votantes |
| Freguesia                | PSD   | PS    | CDS   | CDU   | BE   | PCTP | Votantes |
| ------------------------ | ----- | ----- | ----- | ----- | ---- | ---- | -------- |
| Ázere                    | 43,21 | 26,87 | 8,31  | 13,85 | 0,83 | 0,28 | 361      |
| Candosa                  | 43,66 | 39,20 | 5,63  | 3,99  | 1,41 | 1,41 | 426      |
| Carapinha                | 49,33 | 20,18 | 16,59 | 0,90  | 1,79 | 0,45 | 223      |
| Covas                    | 48,95 | 24,76 | 5,90  | 5,14  | 5,90 | 2,10 | 525      |
| Covelo                   | 61,60 | 19,20 | 10,40 | 2,40  | 0    | 0    | 125      |
| Espariz                  | 50,82 | 32,14 | 6,87  | 3,30  | 1,92 | 0,55 | 364      |
| Meda de Mouros           | 66,17 | 9,77  | 8,27  | 3,01  | 3,76 | 0    | 133      |
| Midões                   | 42,24 | 36,48 | 7,13  | 2,85  | 3,25 | 1,99 | 954      |
| Mouronho                 | 60,54 | 14,06 | 10,20 | 4,31  | 2,27 | 0,68 | 441      |
| Pinheiro de Coja         | 40,94 | 32,16 | 9,36  | 4,09  | 3,51 | 0,58 | 171      |
| Póvoa de Midões          | 48,31 | 33,85 | 6,77  | 1,54  | 2,15 | 0,31 | 325      |
| São João da Boa Vista    | 37,21 | 40,86 | 6,31  | 3,32  | 1,99 | 1,66 | 301      |
| Sinde                    | 38,14 | 38,14 | 5,08  | 6,36  | 2,12 | 0,85 | 236      |
| Tábua                    | 46,37 | 27,08 | 10,37 | 5,48  | 3,90 | 0,73 | 1 514    |
| Vila Nova de Oliveirinha | 47,93 | 24,85 | 9,47  | 2,96  | 2,37 | 3,55 | 169      |
| Tábua                    | 46,92 | 29,24 | 8,39  | 4,56  | 2,94 | 1,10 | 6 268    |

### Vila Nova de Poiares
| Partido                 | Partido                               | Votos | %               | +/-  |
| ----------------------- | ------------------------------------- | ----- | --------------- | ---- |
|                         | Partido Social Democrata              | 1 548 | 46,42 / 100,00  | 7,22 |
|                         | Partido Socialista                    | 826   | 24,77 / 100,00  | 8,70 |
|                         | CDS – Partido Popular                 | 347   | 10,40 / 100,00  | 1,84 |
|                         | Bloco de Esquerda                     | 133   | 3,99 / 100,00   | 3,63 |
|                         | Coligação Democrática Unitária        | 128   | 3,84 / 100,00   | 0,36 |
|                         | Partido pelos Animais e pela Natureza | 42    | 1,26 / 100,00   | Novo |
|                         | Outros                                | 111   | 3,33 / 100,00   |      |
| Votos Inválidos         | Votos Inválidos                       | 200   | 6,00 / 100,00   | 0,87 |
| Total                   | Total                                 | 3 335 | 100,00 / 100,00 |      |
| Eleitorado/Participação | Eleitorado/Participação               | 6 286 | 53,05 / 100,00  | 2,98 |

| Freguesia             | %     | %     | %     | %    | %    | %    | Votantes |
| Freguesia             | PSD   | PS    | CDS   | BE   | CDU  | PAN  | Votantes |
| --------------------- | ----- | ----- | ----- | ---- | ---- | ---- | -------- |
| Arrifana              | 56,88 | 16,99 | 9,41  | 4,63 | 2,25 | 0,84 | 712      |
| Lavegadas             | 52,56 | 21,15 | 13,46 | 3,85 | 1,28 | 0,64 | 156      |
| Poiares (Santo André) | 43,61 | 26,23 | 10,46 | 4,21 | 4,43 | 1,66 | 1 807    |
| São Miguel de Poiares | 41,36 | 30,00 | 10,61 | 2,73 | 4,55 | 0,76 | 660      |
| Vila Nova de Poiares  | 46,42 | 24,77 | 10,40 | 3,99 | 3,84 | 1,26 | 3 335    |